# Lovns Bredning
Louns Bredning udgør en del af Limfjorden og adskiller halvøerne Himmerland, Fjends og Salling. 
Mod syd afgrænses Louns Bredning af Virksunddæmningen og    Hjarbæk Fjord; Mod øst når den ved passagen mellem Jelse Odde i syd og Melbjerg Hoved ud til den nordlige forbindelse gennem Hvalpsund til resten af Limfjorden, og den sydgående fjordarm Skive Fjord.
Louns Bredning  er et internationalt naturbeskyttelsesområde  under Natura 2000 projektet, og er både fuglebeskyttelsesområde og EU-habitatområde.

## Eksterne kilder og henvisninger
1. ↑  "Natura 2000-område 30: Lovns Bredning, Hjarbæk Fjord og Skals Ådal (H30, F14, F24)". Arkiveret fra originalen 24. april 2011. Hentet 2. november 2010.

56°39′N 9°14′Ø / 56.650°N 9.233°Ø